# Zełenyj Haj (hromada Komar)
Zełenyj Haj (ukr. Зелений Гай) – osiedle na Ukrainie, w obwodzie donieckim, w rejonie wołnowaskim, w hromadzie Komar. W 2001 liczyło 915 mieszkańców. Na dzień 5 kwietnia 2025 r. pozostało 20 osób.